# Pulvermoos

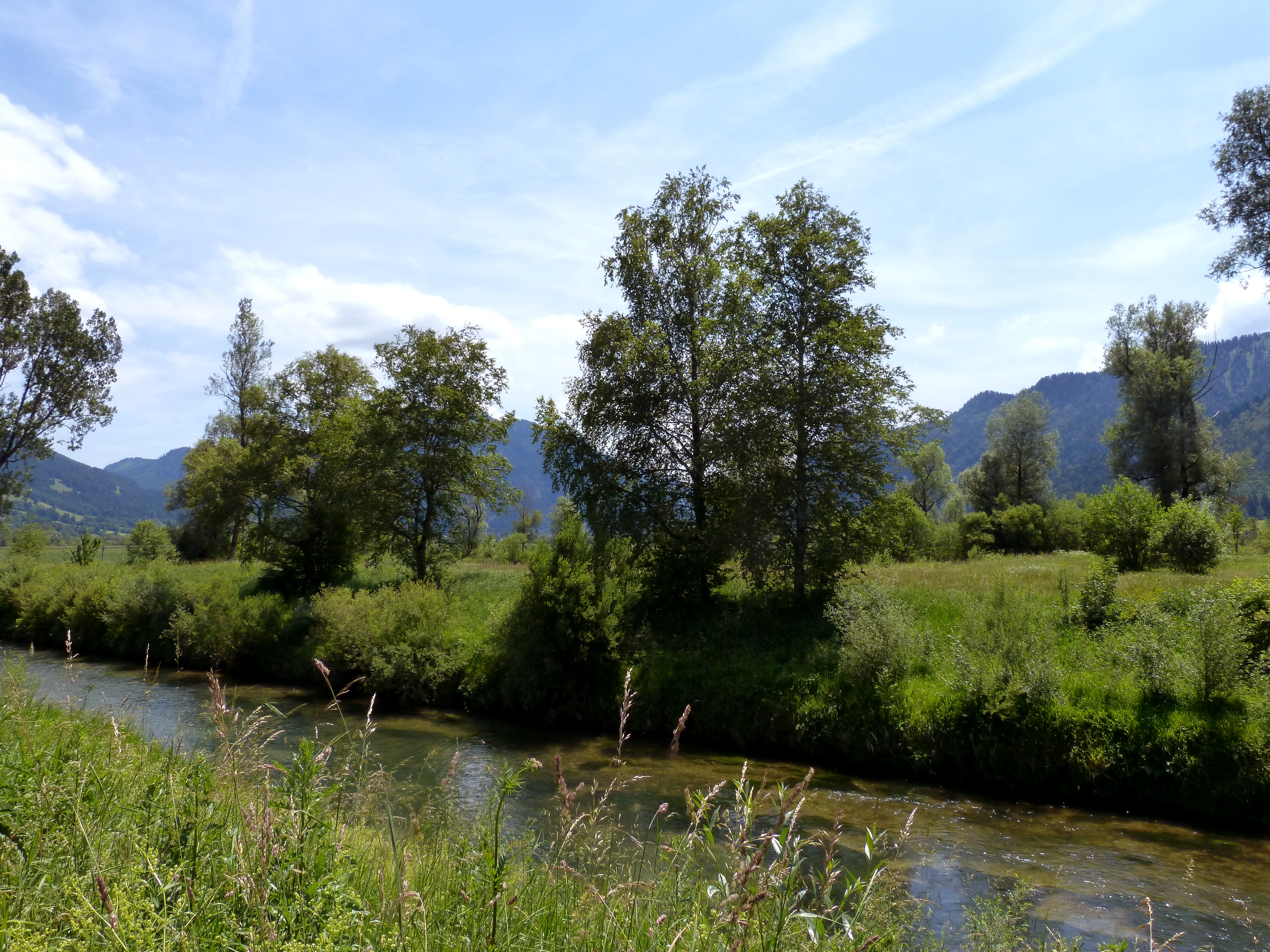
Naturschutzgebiet Pulvermoos (Juni 2016)

Das Naturschutzgebiet Pulvermoos liegt auf dem Gebiet der Gemeinden Oberammergau und Unterammergau im Landkreis Garmisch-Partenkirchen in Oberbayern. Es ist Teil des FFH-Gebietes „Moore im oberen Ammertal“ (8332-371).

## Lage
Das 128,7 ha große Gebiet mit der Nr. NSG-00149.01, das im Jahr 1982 unter Naturschutz gestellt wurde, erstreckt sich vom Nordwestende Oberammergaus bis zum Südostende Unterammergaus. Am westlichen und südlichen Rand des Gebietes verläuft die B 23, am östlichen Rand fließt der Kolbenbach und am nordöstlichen Rand die Ammer. Durch das Pulvermoos fließen der Markgraben und der Früllbach. 